# Фосса-Магна

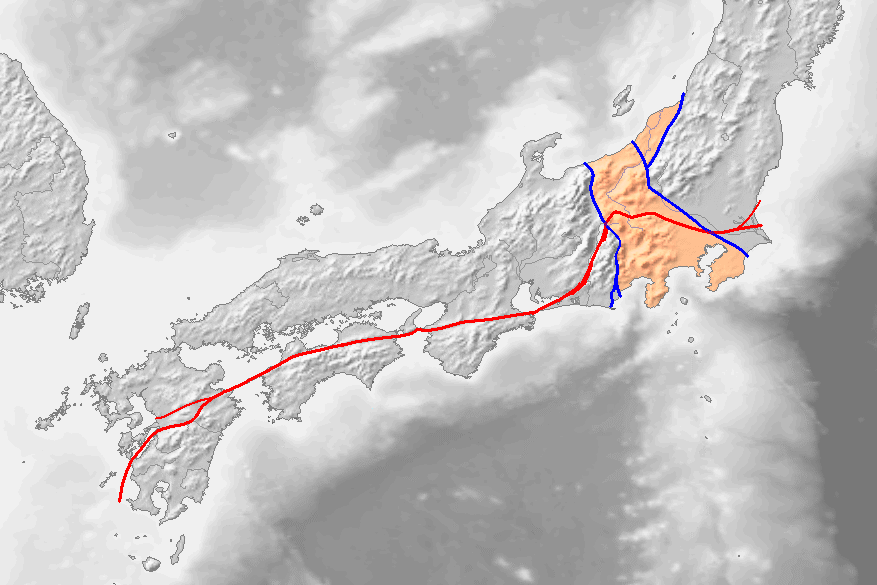
территория разлома

Фосса-Магна (яп. フォッサマグナ) или Центральный разлом (яп. 中央地溝帯 тю:о: тико:тай), от (лат. Fossa Magna — «Большой разлом») — трансформный разлом в центре острова Хонсю, Япония, разделяющей его на северо-восточную и юго-западную части. Западный край разлома проходит по линии Итоигава — Сидзуока близ Тибы; восточный край — по линии Касивадзаки — Тиба. По территории разлома пролегает вулканная гряда четвертичного периода. Название разлома предложено немецким геологом Генрихом Эдмундом Науманном.